# Polymixis roseotincta
Polymixis roseotincta là một loài bướm đêm trong họ Noctuidae.